# Xã Wilson C, Quận Greene, Missouri
Xã Wilson C (tiếng Anh: Wilson C Township) là một xã thuộc quận Greene, tiểu bang Missouri, Hoa Kỳ. Năm 2010, dân số của xã này là 3.936 người.